# Sơn dương Hoa Nam
Sơn dương Hoa Nam (danh pháp hai phần: Nemorhaedus griseus hay Naemorhedus griseus; là một loài động vật phân bố ở Myanmar, Trung Quốc, Ấn Độ, Thái Lan, Việt Nam và có thể ở Lào. Tên thông thường của loài này trong tiếng Anh là Chinese goral. Trong một số văn bản pháp quy tiếng Việt, nó được gọi là sơn dương Trung Quốc, trùng tên với một loài khác cũng có trong các văn bản trên là Capricornis milneedwardsii (trong một số văn bản khác, Capricornis milneedwardsii được định danh là sơn dương, còn gọi là dê rừng hoặc con than). Tại Wikipedia tiếng Việt, nó được đặt tên là Ban linh Trung Hoa, vì những loài goral (thuộc chi Naemorhedus) có tên gọi theo tiếng Trung Quốc là 斑羚, phiên âm Hán Việt là ban linh. Tuy nhiên bản tiếng Trung của Wikipedia gọi loài này là sơn linh Hoa Nam.